# 비디오 게임 리메이크
본 문서의 이해를 돕기 위한 비자유 그림이 있습니다. 
링크의 파일을 직접 올려 주세요
비디오 게임 리메이크(video game remake)는 초기의 게임 타이틀을 개작한 비디오 게임을 일컫는 말로, 대개 새로운 하드웨어 및 현재의 소비자들에 맞춰 게임을 현대화하는 것에 목적이 있다. 보통 리메이크된 게임은 원작 게임의 주요 줄거리 요소 및 본질적인 게임플레이 개념 등을 이어받는다.
리메이크 게임은 보통 원 개발사나 저작권자가 개발하고, 가끔씩 팬 커뮤니티에서도 개발한다. 팬덤이 개발한 게임의 경우 때때로 팬 게임으로 불리며 레트로게이밍 현상의 일부로 볼 수 있다.

## 종류
- 포켓몬스터 적·녹 - 포켓몬스터 파이어레드·리프그린
- 포켓몬스터 금·은 - 포켓몬스터 하트골드·소울실버
- 포켓몬스터 루비·사파이어 - 포켓몬스터 오메가루비·알파사파이어
- 포켓몬스터 피카츄 - 포켓몬스터 레츠고! 피카츄·레츠고! 이브이
- 포켓몬스터 다이아몬드·펄 - 포켓몬스터 브릴리언트 다이아몬드·샤이닝 펄
- 젤다의 전설: 시간의 오카리나 - 젤다의 전설: 시간의 오카리나 3D
- 어스토니시아 스토리 - 어스토니시아 스토리 R
- 이스 1 - 이스 이터널
- 이스 2 - 이스 2 이터널
- 하프라이프 - 하프라이프: 소스 - 블랙 메사

## 같이 보기
- 팬 게임
- 홈브루